# Sydafrika i olympiska sommarspelen 2004
Sydafrika i olympiska sommarspelen 2004 bestod av 106 idrottare som blivit uttagna av Sydafrikas olympiska kommitté.

## Badminton
Herrsingel
- Chris Dednam - Utslagen i sextondelsfinalen

Damsingel
- Michelle Edwards - Utslagen i sextondelsfinalen

Herrdubbel
- Dorian James och Stewart Carson - Utslagen i sextondelsfinalen

Damdubbel
- Michelle Edwards och Chantal Botts - Utslagen i sextondelsfinalen

Mixeddubbel
- Chris Dednam och Antoinette Uys - Utslagen i sextondelsfinalen

## Boxning
Fjädervikt
- Lodumo Galada
  - Sextondelsfinal — Förlorade mot Shahin Imranov från Azerbajdzjan, outscored

Weltervikt
- Bongani Mahlangu
  - Sextondelsfinal — Förlorade mot Rovshan Huseynov från Azerbajdzjan, 22-14

Mellanvikt
- Khotso Motau
  - Sextondelsfinal — Förlorade mot Oleg Maskin från Ukraina, 25-22

## Brottning
Fristil, herrar 60 kg
- Shaun Williams

## Bågskytte
Damernas individuella
- Kirstin Lewis - 16:e plats

## Cykling
Herrarnas linjelopp
Damernas linjelopp
- Ryan Cox
- Robbie Hunter
- Tiaan Kannemeyer
- Anriette Schoeman

## Friidrott
Damernas 100 meter
- Geraldine Pillay - Omgång 1: 11.44 s (gick inte vidare)

Herrarnas 110 meter häck
- Shaun Bownes - Omgång 1: 13.52 s, Omgång 2: 13.62 s

Herrarnas 200 meter
- Leigh Julius - Omgång 1: 20.80 s

Damernas 200 meter
- Heide Seyerling - Omgång 1: 23.66 s

Herrarnas 400 meter
- Marcus la Grange - Omgång 1: 45.95 s

Damernas 400 meter
- Estie Wittstock - Omgång 1: 51.89 s, Semifinal: 51.77 s

Herrarnas 400 meter häck
- Alwyn Myburgh - Omgång 1: 48.44 s, Semifinal: 48.21 s, Final: 49.07 s (7:e plats)
- Llewellyn Herbert - Omgång 1: 48.70 s, Semifinal: 48.57 s
- Ockert Cilliers - Omgång 1: 49.12 s, Semifinal: 49.01 s

Damernas 400 meter häck
- Surita Febbraio - Omgång 1: 56.49 s

Herrarnas 800 meter
- Mbulaeni Mulaudzi - silver medal (1:44.61 in final)
- Hezekiél Sepeng - 6:e plats (1:45.53 i finalen)

Herrarnas 1 500 meter
- Johan Cronje - Semifinal, 3:44.41 (gick inte vidare)

Herrarnas 3 000 meter hinder
- Ruben Ramolefi - Omgång 1, 8:46.17 (gick inte vidare)

Herrarnas 4 x 400 meter
- Marcus la Grange, Hendrick Mokganyetsi, Ockert Cilliers, och Arnaud Malherbe - Omgång 1, DNF (gick inte vidare)

Damernas sjukamp
- Janice Josephs - 6074 poäng (19:a)

Herrarnas maraton
- Gert Thys - 2:16:08 (16:a)
- Hendrick Ramaala - DNF
- Ian Syster - DNF

Damernas 20 kilometer gång
- Nicolene Cronje - 1:42:37 (47:a)

Herrarnas tresteg
- Godfrey Khotso Mokoena - Omgång 1, 16.32 meter (gick inte vidare)

Herrarnas höjdhopp
- Jacques Freitag - Omgång 1, 2.20 meter (gick inte vidare)

Damernas höjdhopp
- Hestrie Cloete - Omgång 1: 1.95 meter, Final: 2.02 meter (silver)

Herrarnas stavhopp
- Okkert Brits - Omgång 1, 5.60 meter (gick inte vidare)

Herrarnas kulstötning
- Janus Robberts - Omgång 1, 19.41 meter (gick inte vidare)
- Burger Lambrechts - Omgång 1, 18.67 meter (gick inte vidare)

Herrarnas diskuskastning
- Frantz Kruger - Final, 64.34 meter (5:e plats)
- Hannes Hopley - Final, 62.58 meter (8:e plats)

Damernas diskuskastning
- Elizna Naude - Omgång 1: 58.74 meter

Herrarnas spjutkastning
- Gerhardus Pienaar - Omgång 1, 79.95 meter (gick inte vidare)

Damernas spjutkastning
- Sunette Viljoen - Omgång 1: 54.45 meter

## Fäktning
Värja, damer
- Rachel Barlow - utslagna i 32-delsfinalen
- Natalia Tychler - utslagna i 32-delsfinalen
- Kelly-Anne Wilson - utslagna i 32-delsfinalen

Värja, lag, damer
- Natalia Tychler, Rachel Barlow, och Kelly-Anne Wilson - 9:a

## Gymnastik
Artistisk gymnastik
Mångkamp, ind., damer
- Zandre Labuschagne - Gick inte vidare i någon gren

Rytmisk gymnastik
Individuellt
- Stephanie Sandler - 22:a

## Judo
Damernas halv mellanvikt (-63 kg)
- Henriette Moller

## Kanotsport
- Alan van Coller (k1 500 m/K1 1 000 m)

## Landhockey
Herrar
Coach: Paul Revington
| 1. David Staniforth (GK) 2. Craig Jackson (c) 3. Craig Fulton 4. Bruce Jacobs 5. Gregg Clark 6. Iain Evans 7. Emile Smith 8. Jody Paul | 1. Steve Evans 2. Eric Rose-Innes 3. Wayne Denne 4. Chris Hibbert (GK) 5. Ian Symons 6. Ryan Ravenscroft 7. Denzil Dolley 8. Greg Nicol |

Gruppspel
| Lag           | Pld | W | D | L | GF | GA | GD  | Pts |
| ------------- | --- | - | - | - | -- | -- | --- | --- |
| Nederländerna | 5   | 5 | 0 | 0 | 16 | 9  | +7  | 15  |
| Australien    | 5   | 3 | 1 | 1 | 14 | 10 | +10 | 10  |
| Nya Zeeland   | 5   | 3 | 0 | 2 | 13 | 11 | +2  | 9   |
| Indien        | 5   | 1 | 1 | 3 | 11 | 13 | −2  | 4   |
| Sydafrika     | 5   | 1 | 0 | 4 | 9  | 15 | −6  | 3   |
| Argentina     | 5   | 0 | 2 | 3 | 8  | 13 | −5  | 2   |

Damer
Coach: Ros Howell

1. Caroline Birt (GK)
2. Kate Hector
3. Anli Kotze
4. Natalie Fulton
5. Marsha Marescia
6. Johke Koornhof
7. Lindsey Carlisle
8. Kerry Bee
9. Pietie Coetzee
10. Jenny Wilson
11. Fiona Butler
12. Liesel Dorothy
13. Tsoanelo Pholo
14. Sharne Wehmeyer
15. Susan Webber (c)
16. Grazjyna Engelbrecht (GK)

Gruppspel
| Lag           | Pld | W | D | L | GF | GA | GD | Pts |
| ------------- | --- | - | - | - | -- | -- | -- | --- |
| Nederländerna | 4   | 4 | 0 | 0 | 14 | 5  | +9 | 12  |
| Tyskland      | 4   | 2 | 0 | 2 | 6  | 10 | −4 | 6   |
| Sydkorea      | 4   | 1 | 1 | 2 | 9  | 8  | +1 | 4   |
| Australien    | 4   | 1 | 1 | 2 | 6  | 5  | +1 | 4   |
| Sydafrika     | 4   | 1 | 0 | 3 | 5  | 12 | −7 | 3   |

## Rodd
Herrar
| Idrottare                      | Gren              | Heat    | Heat      | Återkval | Återkval  | Semifinal | Semifinal | Final   | Final     | Final |
| Idrottare                      | Gren              | Tid     | Placering | Tid      | Placering | Tid       | Placering | Tid     | Placering |       |
| ------------------------------ | ----------------- | ------- | --------- | -------- | --------- | --------- | --------- | ------- | --------- | ----- |
| Donovan Cech Ramon di Clemente | Tvåa utan styrman | 6:57,06 | 1 SA/B    | BYE      | BYE       | 6:28,48   | 3 FA      | 6:33,40 | 3         |       |

## Segling
Öppen
| Seglare             | Gren  | Lopp | Lopp | Lopp | Lopp | Lopp | Lopp | Lopp | Lopp | Lopp | Lopp | Lopp | Summerad poäng | Finalplacering |
| Seglare             | Gren  | 1    | 2    | 3    | 4    | 5    | 6    | 7    | 8    | 9    | 10   | M*   | Summerad poäng | Finalplacering |
| ------------------- | ----- | ---- | ---- | ---- | ---- | ---- | ---- | ---- | ---- | ---- | ---- | ---- | -------------- | -------------- |
| Gareth Blanckenberg | Laser | 22   | 16   | 31   | 13   | 25   | 11   | 10   | 6    | 19   | 8    | 26   | 156            | 17             |

M = Medaljlopp; EL = Eliminerad – gick inte vidare till medaljloppet;

## Simhopp
Damer
| Idrottare    | Gren | Kval   | Kval      | Semifinal        | Semifinal        | Final            | Final            |
| Idrottare    | Gren | Poäng  | Placering | Poäng            | Placering        | Poäng            | Placering        |
| ------------ | ---- | ------ | --------- | ---------------- | ---------------- | ---------------- | ---------------- |
| Jenna Dreyer | 3 m  | 267,84 | 17 Q      | 464,43           | 17               | Gick inte vidare | Gick inte vidare |
| Jenna Dreyer | 10 m | 186,90 | 34        | Gick inte vidare | Gick inte vidare | Gick inte vidare | Gick inte vidare |

## Taekwondo
| Idrottare       | Gren             | Åttondelsfinaler       | Kvartsfinaler        | Semifinaer           | Återkval             | Bronsmatch           | Final                | Final            |
| Idrottare       | Gren             | Motståndare Resultat   | Motståndare Resultat | Motståndare Resultat | Motståndare Resultat | Motståndare Resultat | Motståndare Resultat | Placering        |
| --------------- | ---------------- | ---------------------- | -------------------- | -------------------- | -------------------- | -------------------- | -------------------- | ---------------- |
| Duncan Mahlangu | Herrarnas −68 kg | Sagastume (GUA) L 7–11 | Gick inte vidare     | Gick inte vidare     | Gick inte vidare     | Gick inte vidare     | Gick inte vidare     | Gick inte vidare |

## Triathlon
| Triathlet     | Gren                | Simning (1,5 km) | Trans 1 | Cykling (40 km) | Trans 2         | Löpning (10 km) | Total tid       | Placering       |
| ------------- | ------------------- | ---------------- | ------- | --------------- | --------------- | --------------- | --------------- | --------------- |
| Conrad Stoltz | Herrarnas triathlon | 19:35            | 0:17    | Fullföljde inte | Fullföljde inte | Fullföljde inte | Fullföljde inte | Fullföljde inte |
| Megan Hall    | Damernas triathlon  | 19:39            | 0:21    | 1:16:28         | 0:26            | 40:19           | 2:16:26,53      | 36              |